# George E. Smith
George Elwood Smith (White Plains (New York), 10 mei 1930 – Barnegat (New Jersey), 28 mei 2025) was een Amerikaanse wetenschapper en mede-uitvinder van de charge-coupled device. Hij won in 2009 samen met Willard Boyle de Nobelprijs voor de Natuurkunde "Voor hun ontdekking van een beeldverwerkend halfgeleidercircuit, de CCD-sensor". De twee moesten de prijs delen met Charles Kao, die de prijs voor een ander onderzoek kreeg.

## Biografie
Smith werd geboren in White Plains. Hij diende een tijdje in de Amerikaans marine. In 1955 verkreeg hij zijn Bachelor aan de Universiteit van Pennsylvania, en in 1959 zijn Ph.D. aan de Universiteit van Chicago. Van 1959 tot 1986 werkte hij bij Bell Labs in Murray Hill, New Jersey. Hier leidde hij het onderzoek naar lasers en halfgeleidercircuits. Tijdens deze periode verkreeg hij vele patenten, en werd leider van het VLSI device departement.
In 1969 bedachten Smith en Willard Boyle de charge-coupled device (CCD), waarvoor ze in 1973 gezamenlijk de Franklin Institute's Stuart Ballantine Medal kregen. In 1974 kregen ze voor deze ontdekking de IEEE Morris N. Liebmann Memorial Award, in 2006 de Charles Stark Draper Prize, en in 2009 de Nobelprijs.
Boyle en Smith waren beiden zeilers, en maakten samen vele reizen. Na zijn pensioen zeilde Smith met zijn vrouw vijf jaar lang de wereld rond.
Smith overleed op 28 mei 2025 op 95-jarige leeftijd.